# جون درايدن
جون درايدن (9 أغسطس 1631 - 12 مايو 1700) الشخصية الإنجليزية المشهورة، ولد في مدينة نورثامبتونشير، ويعد درايدن أحد أشهر شعراء وأدباء إنجلترا خلال عصره، لكن لم يقتصر على الشعر فقط، بل أبدع في مجالات أخرى كالمسرح والنقد الأدبي وكذلك الترجمة، وكان كاتبًا لامع خلال عصر عودة الملكية.
درايدن يتبع المذهب الكاثوليكي الروماني، وكان من أشد الناس دفاعًا عن الدين والكنيسة الكاثوليكية، وكتب قصيدة (الظبية والنمر) عام 1681م دفاعًا عن دينه ومعتقداته.
تزوج من اليدي هوارد سنة 1663م، وعاشت بعده 14 سنة من وفاته، ويحيط الغموض على حياتهم الزوجية فلا نكاد نعرف إلا القليل عن حياة الزوجين معًا.

## الدراسة
تلقى درايدن دراسته بداية في مدرسة ويسمنستر ثم التحق بكلية ترينتي بمدينة كمبردج، وحصل على ليسانس الآداب في عام 1654م وانتقل بعد ذلك إلى العاصمة لندن، وشرع درايدن في الكتابة الأدبية في أواخر الخمسينيات من القرن السابع عشر للميلاد. وكانت كتابته مقتصر على الشعر والمسرح والنقد.

## أعماله

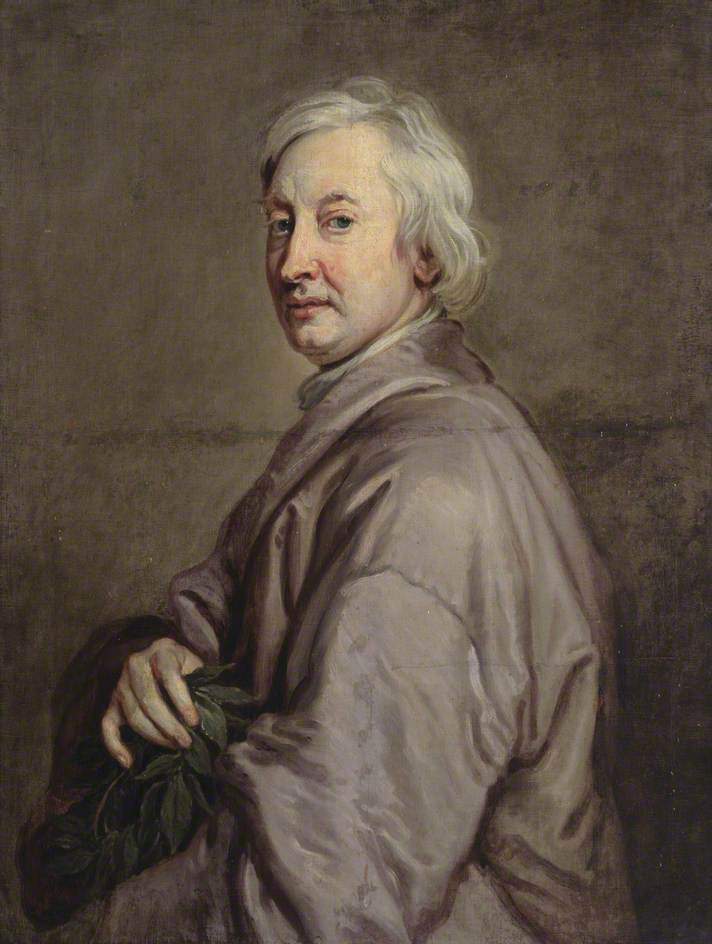
لوحة لدرايدن بريشة جودفري نيللر

في البداية شغل درايدن وظيفة الكتابة في حكومة كرومويل، وقد أعجب بشخصيه مما جعله يكتب عنه قصيدة طويلة عند وفاته.اهتم درايدن بكتابة الشعر في بداية أعماله لأغراض عدة منها توفير الدخل...، حيث كتب عدة قصائد في مواضيع كثيرة من بينها السياسة فقد كتب قصيدة رحب فيها بعودة الملكية سنة 1660م. كان أول من تقلد منصب شاعر البلاط الملكي سنة 1668م وفي عام 1670م تولى منصب المؤرخ الملكي. أما فيما يخص المسرح فقد كتب تقريبا 27 مسرحية من أشهرها كله من أجل الحب و(الزواج على المودة)، لكن في الحقيقة لا يستمتع بكتابة المسرحيات وإنما كانت فقط من أجل الحصول على بعض المال.
وكان درايدن يستخدم قصائده للهجوم على خصومه ومنافسيه سواء السياسيين أو أدباء ذلك العصر، وهذا كان مألوفا في القرن السابع عشر، وهذا المجال هو الذي أكسب درايدن قوة عظيمة، فقد كتب قصائد عدة هاجم فيها حرب البلاط منها قصيدة (مال فليكنو MAC FLECKNOE) وقصيدة الميدالية، ومضمون هذه الأعمال الشعرية أنه تناول فيها خصوم الملك بالسخرية والازدراء.
في عام 1688م فقد الملك جيمس الثاني عرشه، وتولى البروتستانتيان وليم وماري منصب الملك المخلوع، رفض درايدن أداء قسم الولاء للملك الجديد، وتخلى عن المناصب التي كان يشغلها في الحكومة، وكرس معظم وقته في الترجمة ليوفر دخل مالي، ومن أشهر ما ترجم (شعر فيرجيل عام 1697م)، بما في ذلك الترجمة اهتم أيضا بالمسرح والشعر لكن بشكل قليل جدا.
كتب درايدن في مجال النقد الأدبي فقد ركز على هذا الأمر كثيرا وأهم وأفضل أعماله في هذا المجال مقال حول الشعر المسرحي سنة 1668م والذي عبر فيه عن إعجابه الكبير بشكسبير، ونشرت سنة 1700م مقدمته التي كتبها توطئة لمجموعة من القصص الأسطورية.

## وفاته
توفي درايدن سنة 1700م، عن عمر يناهز 69 سنة، بعد أن قدم العديدة من الأعمال الأدبية (الشعر، المسرح، الترجمة، النثر...) أسهم بكثير في إغناء الفكر الإنجليزي خلال القرن السابع عشر للميلاد.
وكان اعظم شعراء عصره

## روابط خارجية
- جون درايدن على موقع IMDb (الإنجليزية)
- جون درايدن على موقع الموسوعة البريطانية (الإنجليزية)
- جون درايدن على موقع ميوزك برينز (الإنجليزية)
- جون درايدن على موقع قاعدة بيانات برودواي على الإنترنت (الإنجليزية)
- جون درايدن على موقع إن إن دي بي (الإنجليزية)
- جون درايدن على موقع ديسكوغز (الإنجليزية)